# Geocentrophora tropica
Geocentrophora tropica är en plattmaskart. Geocentrophora tropica ingår i släktet Geocentrophora och familjen Prorhynchidae. Inga underarter finns listade i Catalogue of Life.